# Сулейман, Николай Александрович
Николай Александрович Сулейман (6 мая 1878 года, Одесса — 4 ноября 1942 года) — российский и советский военный деятель, генерал-майор (1917 год), комбриг (1935 год).

## Происхождение
Николай Александрович Сулейман родился 6 мая 1878 года в Одессе в семье кузнеца Александра Сулеймана.
Его отец, турок, уроженец Трапезунда (Трабзона), старший из трех сыновей турецкого купца Сулеймана, после покушения на его жизнь, совершённого в ходе раздела наследства отца, вынужден был бежать из Османской империи. Он пересёк Чёрное море на весельной лодке и поселился в Одессе, где принял крещение, женился и сменил имя. Кроме сына, имел дочь — Зинаиду Александровну, в браке Болбас.

## Биография
Николай окончил шестиклассное городское училище в Одессе.
19 июля 1896 году выдержал экзамен на вольноопределяющегося, после чего служил в составе Замосцкого 60-го пехотного полка, дислоцированного в Одессе.
В 1897 году направлен на учёбу в Одесское военное училище, которое окончил в 1899 году с присвоением чина подпрапорщика и направлен в Люблинский 59-й пехотный полк, дислоцированный в Одессе. В 1904 году полк был направлен в Маньчжурию, где принимал участие в боевых действиях в ходе Русско-японской войны, а после окончания которой вернулся в Одессу.
В 1907 году Н. А. Сулейман поступил в Академию Генерального штаба, которую окончил в 1910 году по первому разряду и был причислен к Генеральному штабу и 31 октября того же года назначен на должность командира роты в составе Несвижского 4-го гренадерского полка, дислоцированного в Москве. В 1912 году переведён в Туркестан, где 26 ноября того же года назначен на должность обер-офицера для поручений в штабе 2-го Туркестанского армейского корпуса в Ашхабаде, а 12 ноября 1913 года переведён на ту же должность в штаб Туркестанского военного округа в Ташкенте.
В 1914 году вернулся в Санкт-Петербург, где с 25 июля исполнял должность помощника делопроизводителя Азиатской части Генштаба.

### Первая мировая и Гражданская войны
С началом Первой мировой войны 20 августа назначен на должность для особых поручений при главном начальнике снабжения армий Северо-Западного фронта, в августе 1915 года — на эту же должность Западного фронта, а 18 мая 1916 года — на должность начальника штаба 42-й пехотной дивизии. В ходе боевых действий был ранен и контужен. После Февральской революции 1917 года исполнял должность начальника тыла 2-й армии под Барановичами. После подавления выступления генерала Л. Г. Корнилова Н. А. Сулейман был переведён в Ставку, где назначен на должность генерала для поручений при помощнике начальника штаба Верховного главнокомандующего, а затем — на должность инспектора снабжения при начальнике штаба Верховного главнокомандующего.
22 февраля 1918 года добровольно вступил в Красную армию, после чего был одним из организаторов обороны Петрограда. После заключения Брестского мира и создания Высшего военного совета назначен на должность начальника его оперативного управления, в сентябре — на должность инспектора снабжения при начальнике Полевого штаба Реввоенсовета Республики, а 12 октября того же года — на должность сотрудника-составителя Военно-Исторической комиссии и штатного преподаватель Академии Генштаба, одновременно являясь председателем комиссии по переработке Положения о полевом управлении войск. В 1919 году перешёл на должность преподавателя устройства тыла и тактики снабжения в Высшей военной финансово-хозяйственной школе и Военно-хозяйственной академии РККА. Около года также возглавлял отдел баз и складов Наркомата путей сообщения.

### Жизнь в Советской России
В декабре 1920 года Николай Александрович Сулейман назначен на должность начальника Военно-хозяйственной академии РККА, при этом одновременно преподавал по кафедре устройства тыла и тактике снабжения Академии Генерального штаба РККА. В марте 1922 года был освобождён от должности начальника академии с оставлением в должности преподавателя этой же академии и преподавателя Военной академии РККА. В сентябре 1924 года назначен на должность начальника кафедры тыла факультета снабжения Военной академии РККА, одновременно неоднократно временно возглавлял факультет тыла Военной академии РККА.
В декабря 1931 года назначен на должность помощника начальника Военно-хозяйственного управления РККА, затем — на должность начальника кафедры организации и тактики тыла Военно-транспортной академии РККА, в марте 1933 года — на должность инспектора по подготовке тыла штаба Управления боевой подготовки сухопутных войск РККА, в январе 1935 года — на должность начальника 6-го отделения 1-го отдела Управления ВВС РККА, а в феврале 1936 года — на должность начальника 3-го отдела штаба Армии особого назначения.

«Организацию авиационного тыла знает хорошо, представляет работу тыла во всей его динамике. В прошлом много работал над этим вопросом. В практической работе подготовке тыла в частях уделяет внимания чрезвычайно мало и как начальник отдела тыла подготовкой частей в тыловом отношении руководит слабо, практическое руководство заменяет многословием. Склонен к выполнению различных поручений, не требующих систематической и плановой работы. Полученные задания выполняет аккуратно и весьма добросовестно. Большой заинтересованности и инициативы в работе нет. Чувствуется неудовлетворенность своим положением. В личной жизни общителен, но в общественной работе участвует недостаточно. Целесообразнее использовать на преподавательской работе».— Аттестация за 1936 год на начальника 3-го отдела штаба АОН комбрига Н. А. Сулеймана, подписанной в январе 1937 года начальником штаба АОН комбригом Н. Г. Андриановым
Комбриг Николай Александрович Сулейман 3 июля 1938 года был уволен в запас и 1 ноября того же года арестован. Особым совещанием при НКВД СССР 11 июля 1939 года был направлен в ссылку в Казахстан сроком на пять лет. С началом Великой Отечественной войны неоднократно писал Г. К. Жукову с просьбой отправить его на фронт, но получал отказы. После очередного отказа о помиловании слег в кровать и пролежал неделю без пищи. Умер 4 ноября 1942 года.
Определением военного трибунала Московского военного округа от 5 апреля 1962 года реабилитирован

## Семья
Сулейман был женат на Раисе Яковлевне Эрдели, из богатой дворянской семьи, дочери Якова Егоровича Эрдели (1856—1919) — минского губернатора, члена Государственного совета. Раиса родилась в 1887 году, была крещена 7 мая 1887 года в Георгиевской церкви села Эрделевки Елисаветградского уезда, где располагалось поместье её отца. С 1899 года воспитывалась в  Одесском институте благородных девиц имени императора Николая I. Брак был заключён в Одессе.

## Сочинения
- Н. А. Сулейман. Тыл и снабжение действующей армии. — С.С.С.Р. Воен. акад. Р.К.К.А. - Москва: Гос. воен. изд-во, 1924. — Т. 1: Корпус. — 338, 12 л. табл., схем. с.
- Н. А. Сулейман. Тыл и снабжение действующей армии. — С.С.С.Р. Воен. акад. Р.К.К.А. - Москва: Гос. воен. изд-во, 1927. — Т. Ч. 2: Фронт и армия. — 544 с., 24 л. табл., схем. с.
- Н. А. Сулейман. Устройство тыла и тактика снабжений : Лекции, чит. Н. А. Сулейманом на ускоренном курсе Акад. Ген. штаба Раб.-крест. Красной армии в 1918/19 учеб. г.. — Москва: Акад. Ген. штаба Раб.-крест. Красной армии, 1919. — 347 с.

## Воинские звания
- Подпоручик (ст. 16.04.1900);
- Поручик (ст. 16.04.1904);
- Штабс-капитан (ст. 16.04.1908);
- Капитан (пр. 26.05.1910; ст. 23.05.1910);
- Подполковник (ст. 06.12.1915);
- Полковник (пр. 1917);
- Генерал-майор (пр. 1917);
- Комбриг (1935).

## Награды
- Орден Святой Анны 4-й степени (1905);
- Орден Святого Станислава 3-й степени с мечами и бантом (1905);
- Орден Святой Анны 3-й степени с мечами и бантом (1905)
- Орден Святого Станислава 2-й степени (ВП 10.06.1915)
- Орден Святой Анны 2-й степени с мечами (ВП 13.12.1916)
- Орден Святого Владимира 4-й степени с мечами и бантом (ВП 20.12.1916)

## Галерея
- Отец Николая, Александр Сулейман
- В молодые годы
- С женой, Раисой Яковлевной Эрдели
- Комбриг Николай Александрович Сулейман, 1935 год.
- С женой, Раисой Яковлевной Эрдели